# Somersklasse
De Somersklasse was een serie van vijf torpedobootjagers met een waterverplaatsing van 1850 ton in dienst bij de Amerikaanse marine. Het ontwerp was gebaseerd op de Porterklasse. De bouw was het antwoord op de grote torpedobootjagers die de Japanse Keizerlijke Marine begin jaren dertig aan het bouwen was. Op dat moment waren de schepen in eerste instantie bedoeld als leiders voor het torpedobootjagerflottielje. Deze klasse had (voor die tijd) controversiële luchtgekoelde hogetemperatuurstoomketels. De stoomketels waren een doorontwikkeling van de modellen welke geïnstalleerd waren in de gemoderniseerde New Mexico. Ondanks het extra gewicht, kon één schoorsteen gebruikt worden voor de motoren. Dit liet een derde torpedobuisrek toe. Ondanks dit alles waren de schepen nog steeds erg zwaar en vooral topzwaar.
De eerste twee schepen zijn gebouwd door Federal Shipbuilding and Drydock Company in Kearny, New Jersey in 1935, de volgende drie in 1935 door Bath Iron Works in Bath, Maine. De USS Warrington verging op 13 september 1944 in een storm ten noorden van de Bahama’s; slechts 73 van de 321 opvarenden konden gered worden.

## Schepen
- USS Somers (DD-381; 1937-1947)
- USS Warrington (DD-383; 1938-1944)
- USS Sampson (DD-394; 1938-1946)
- USS Davis (DD-395; 1938-1947)
- USS Jouett (DD-396; 1939-1946)